# کفر قلیل
کفر قلیل (به لاتین: Kafr Qallil) یک روستا در دولت فلسطین است که در استان نابلس واقع شده‌است. کفر قلیل ۲٬۴۹۱ نفر جمعیت دارد.